# Dobkovice (przystanek kolejowy)
Dobkovice – przystanek kolejowy w miejscowości Dobkovice, w kraju usteckim, w Czechach. Położony jest na magistrali Praga – Děčín. Znajduje się na wysokości 140 m n.p.m..
Jest zarządzany przez Správę železnic. Na przystanku nie ma możliwości zakupu biletów, a obsługa podróżnych odbywa się w pociągu.

## Linie kolejowe
- 090 Kralupy nad Vltavou - Ústí nad Labem - Děčín